# Tomáš Zdechovský
Tomáš Zdechovský (* 2. listopadu 1979 Havlíčkův Brod) je český politik, od roku 2014 poslanec Evropského parlamentu, v letech 2020 až 2022 místopředseda KDU-ČSL. Předtím působil jako krizový manažer a mediální analytik. Je považován za odborníka na krizovou komunikaci, politický marketing a public relations. Vedle toho se věnuje i publicistické a literární činnosti. 
Server Info.cz ho zařadil mezi 50 nejvlivnějších Čechů v Bruselu. Je také jedním z držitelů ocenění Hvězda Reflexu, které uděluje časopis Reflex. Výzkumnou organizací EU Matrix, která se věnuje analýze činnosti EU a jejích institucí, byl v roce 2024 označený za celkově 22. nejvlivnějšího poslance Evropského parlamentu a 6. nevlivnějšího poslance v oblasti tvorby rozpočtu EU. Českou watchdogovou organizací Kverulant.org byl pro volební období 2019–2024 vyhodnocený jako nejaktivnější z českých poslanců Evropského parlamentu.

## Osobní život
Tomáš Zdechovský vyrůstal ve vesnici Kožlí na Vysočině. Jeho otec Ladislav Zdechovský, který byl učitelem soustružení na zemědělském učilišti, se aktivně celý život věnoval vodáctví – napsal knihu Branně vodácký výcvik a stal se mistrem Československa v jízdě na pramici; zemřel roku 1998. Matka Pavla Zdechovská pracuje jako dětská lékařka v Ledči nad Sázavou.
Je podruhé ženatý a má čtyři děti. Žije v Hradci Králové.

## Studium a akademická činnost
Vystudoval gymnázium v Ledči nad Sázavou a poté magisterské obory pastoračně sociální asistent a pedagog volného času na Teologické fakultě Jihočeské univerzity v Českých Budějovicích. Vedle toho absolvoval i bakalářský obor politická komunikace na Papežské salesiánské univerzitě v Římě a magisterský obor mediální studia a žurnalistika na Masarykově univerzitě v Brně.
V září roku 2024 absolvoval doktorské studium na Zdravotně sociální fakultě Jihočeské univerzity v oboru Rehabilitace. V roce 2001 se spolupodílel na pořádání akce pořádané Katolickým spolkem mladých k uctění památky Josefa Toufara, kněze umučeného komunisty v roce 1950. V letech 2001–2002 a 2003–2004 byl zástupcem Jihočeské univerzity ve Studentské komoře Rady vysokých škol.
Od roku 2006 pravidelně přednáší i na univerzitách krizovou komunikaci, krizový management a krizovou komunikaci v politice. Od roku 2015 byl jmenován členem Správní rady Univerzity Pardubice.

## Publicistická činnost, marketing, krizový management
Před svým zvolením do Evropského parlamentu v roce 2014 se Tomáš Zdechovský profiloval jako expert na krizový management, politickou komunikaci a politické kampaně. Pracoval také jako poradce několika politiků. Spolupracoval s křesťanským serverem ChristNet.cz, kde zastával v roce 2003 funkci šéfredaktora a v letech 2004–2005 ředitele portálu. V roce 2004 založil Komunikační a PR agenturu Commservis.com a od roku 2011 byl také jednatelem její původně dceřiné společnosti WIFI Czech Republic. Součástí společnosti Commservis.com se v roce 2009 stala také neurolaboratoř na trénink a výzkum mozku pro manažery a sportovce. Až do svého zvolení do Evropského parlamentu působil jako jednatel obou zmíněných firem.
V roce 2007 založil akci zaměřenou na dárcovství krve s názvem: Kdo miluje, daruje krev, která se koná každoročně na svátek sv. Valentýna po celé České republice. Dalšími Zdechovského projekty na podporu dárcovství jsou např. „Než odjedete na dovolenou, darujte krev“, nebo „Darujte krev s KDU-ČSL“, které ročně přivedou do transfúzních stanic po celé České republice stovky prvodárců.
Tomáš Zdechovský patří také mezi iniciátory a zakladatele iniciativy bojující za české Vánoce nazvané Zachraňte Ježíška. Spolupodílel se na založení Asociace internetových novinářů a Institutu politických a ekonomických studií.

## Politická činnost

### Vedení politických kampaní
Od roku 2004 pracoval jako poradce a volební manažer předních českých politiků. Je autorem současného grafického manuálu KDU-ČSL, když v roce 2010 po prohraných volbách definitivně stanovil žlutou jako volební barvu lidovců. V roce 2006 vedl kampaň místopředsedy senátu Petra Pitharta, který zvítězil o pouhých 26 hlasů. Zdechovský tehdy v Česku plně využil v kampani doposud neužívané prvky guerillových kampaní, plachty na ploty či zapojení opinion leaders, známé dnes jako tzv. „obamovská kampaň“. Na základě této kampaně Zdechovský definoval v roce 2006 pojmy krizová komunikace a politické krizové řízení.

### Působení v KDU-ČSL
Tomáš Zdechovský je členem KDU-ČSL od roku 2006 a v letech 2007–2008 působil jako její krajský manažer v Pardubickém kraji. Po prohraných volbách v roce 2010 působil jako krizový manažer strany. V barvách KDU-ČSL kandidoval poprvé v roce 2009 na 14. místě ve volbách do Evropského parlamentu. Jeho nominační projev na sjezdu KDU-ČSL, konaném v červnu roku 2013 v Olomouci, byl ozvláštněný mnohonásobným užitím číslovky tři.
Ve volbách do Evropského parlamentu v roce 2014 kandidoval za KDU-ČSL na 3. místě její kandidátky a byl s počtem 5 063 preferenčních hlasů (tzn. 3,35 %) zvolen za poslance Evropského parlamentu. Během své druhé kampaně do Evropského parlamentu se zaměřil zejména na zlepšení kvality potravin v Česku, boj za jeden čas a problematiku imigrace. Při zahájení kampaně KDU-ČSL do Evropského parlamentu prohlásil v narážce na špatnou kvalitu potravin v Česku ve srovnání se západem Evropy, že „nejsou evropští občané první a druhé kategorie.“ Připojil se také k iniciativě Petra Šilara za zavedení jednoho času v Evropě s názvem For Only One Time a zrušení střídání času si vytyčil jako jednu ze svých hlavních priorit.
Během kampaně se také přihlásil k autorství věty „nechceme Evropu plnou nepřizpůsobivých imigrantů, kteří na předměstích pálí auta, prodávají drogy a zanášejí k nám mj. radikální islamismus,“ která byla uvedená v představení KDU-ČSL na stránkách pro volby do Evropského parlamentu. Uvedená pasáž byla v tichosti vypuštěna poté, co na ni upozornil předseda Strany zelených Ondřej Liška při jedné z předvolebních debat s volebním lídrem KDU-ČSL Pavlem Svobodou. Tomáš Zdechovský obhajoval obsah zmíněné věty i po jejím stažení, když prohlásil, že „když tu chce někdo žít, musí respektovat naše pravidla, tato věta není xenofobní, právě naopak.“
V květnu 2015 kandidoval na sjezdu strany ve Zlíně na post místopředsedy KDU-ČSL. Dostal 77 hlasů a neuspěl. V komunálních volbách v roce 2018 kandidoval jako člen KDU-ČSL do Zastupitelstva města Hradec Králové na 10. místě, a to za uskupení „Koalice pro Hradec“ (tj. KDU-ČSL a hnutí Nestraníci), ale zvolen nebyl.
Ve volbách do Evropského parlamentu v květnu 2019 se znovu ucházel o místo poslance Evropského parlamentu na 2. místě kandidátky KDU-ČSL. Mandát se mu podařilo obhájit, když získal 24 823 preferenčních hlasů, což bylo nejvíce ze všech lidí na kandidátce strany.
Dne 2. prosince 2019 oznámil Deníku N, že bude kandidovat na předsedu KDU-ČSL. Dodal také, že v případě svého zvolení se vzdá mandátu europoslance. Jeho hlavními protikandidáty se stali předseda poslaneckého klubu a současný místopředseda strany Jan Bartošek a bývalý ministr zemědělství ČR Marian Jurečka. V lednu 2020 uvedl v rozhovoru pro on-line deník Aktuálně.cz, že napočítal 22 gayů a leseb ve středně vrcholové politice (tj. městská a krajská politika), kteří jsou členy KDU-ČSL. Na druhou stranu uvedl, že KDU-ČSL by měla skoncovat s ostrakizací homosexuálů a zaměřit se také na voliče z řad konzervativních gayů a leseb. Vyjádřil také k právům žen. Řekl, že podle jeho názoru – s výjimkou kněžství – neexistuje žádná profese, ve které by docházelo k diskriminaci žen. Současně viděl v boji za ženská práva spíše výdělečnou živnost některých organizací než reálný problém. Dosluhující předseda strany Marek Výborný označil jeho výrok o homosexuálech ve straně za „politický bizár“. Sám Zdechovský později uvedl, že mluvil především o toleranci.
Přímo na mimořádném sjezdu se však Zdechovský kandidatury vzdal s tím, že bude kandidovat na místopředsedu strany. Do této funkce byl následně skutečně zvolen, když obdržel hlasy 238 delegátů. Na sjezdu strany v dubnu 2022 již funkci místopředsedy strany neobhajoval. Jako předseda klubu europoslanců za KDU-ČSL ale zůstal součástí předsednictva strany.

### Působení v Evropském parlamentu
Zdechovský působil v období 2014–2019 v Evropské parlamentu ve Výboru pro rozpočtovou kontrolu (CONT) a ve Výboru pro občanské svobody, spravedlnost a vnitřní věci (LIBE) jako člen, náhradníkem byl v Rozpočtovém výboru Evropského parlamentu (BUDG). Byl také členem delegace pro vztahy s Čínskou lidovou republikou a náhradníkem v Delegaci pro vztahy s Japonskem.
V roce 2014 se ve spolupráci s europoslancem Petrem Machem začal aktivně angažovat v kampani za navrácení dvou chlapců Michalákových, kteří byli v Norsku odebráni tamním sociálním úřadem, Barnevernem, jejich české matce, když uspořádali sbírku na právníka, který by matku zastupoval v jejím sporu. Inicioval také otevřený dopis norským úřadům, pod který se podepsalo téměř 50 europoslanců z různých zemí a frakcí v Evropském parlamentu. Je také autorem úvodu a několika kapitol knihy Stolen Childhood: The truth about Norway's child welfare system (Ukradené dětství: Pravda o norském systému ochrany dětí). Kniha vyšla v roce 2019 a věnuje se problematice odebírání dětí norským Barnevernem, příčinám velkého vlivu této instituce a důvodům časté kritiky Barnevernu za porušování lidských práv. Publicistický web Manipulátoři.cz v několika rozsáhlých článcích kritizoval Zdechovského za to, že v případech norské sociální služby Barnevernet píše nepravdy a zavádějící informace nebo jeho články o případech informují jednostranně jen z pohledu rodičů. Zdechovský však jakoukoli kritiku ze strany tohoto webu odmítá s tím, že články na webu Manipulátoři.cz se ve svých článcích dopouštějí argumentačních faulů, útoků ad hominem, zamlčování nehodících se faktů a podsouvání vlastního názoru.
Jako člen kontrolního rozpočtového výboru EP také dlouhodobě kritizuje řadu případů zneužívání evropských dotací v Česku. Podle něho pochybení dosahovala v minulosti takových rozměrů, že se jím musel zabývat Kontrolní výbor EP, jehož je členem. Upozorňoval také na případ nadměrného množství laviček postavených v Mladé Boleslavi z peněz z evropských fondů. Ve své funkci též upozorňoval na pochybnosti kolem Andreje Babiše a jeho role při čerpání dotace u farmy Čapí hnízdo a volal pro prošetření této kauzy. Dále také poukazoval na Babišův údajný střet zájmů při čerpáni dotací holdingu Agrofert.
Ve věci potírání podvodů se věnuje i boji se stáčením tachometrů. Za nejlepší řešení tohoto problému považuje zavedení jednotného evropského systému tzv. car-passů inspirovaného Belgií, kde funguje tento systém od roku 2006. Účinnost tohoto řešení zdůvodňuje Zdechovský tím, že počet podvodů s tachometry měl v této zemi právě díky car-passům výrazně poklesnout.
Vyjadřoval se i k uprchlické krizi. V květnu roku 2015 se vyjadřoval kriticky vůči návrhu povinných kvót na přerozdělování migrantů a v září hlasoval stejně jako většina českých poslanců proti tomuto návrhu. V červenci téhož roku navštívil několik uprchlických táborů na Sicílii a prohlásil, že většina tamních lidí jsou ve skutečnosti ekonomičtí migranti. Jako člen kontrolního výboru absolvoval inspekční cestu po Řecku, které podle něho zanedbalo registraci a kontrolu běženců a pouštělo je dále. Kritizoval také Itálii za záměrné uvádění nepravdivého počtu migrantů a s tím spojené údajné zneužívání evropských peněz.
Na přelomu let 2016 a 2017 se spolu s dalšími zástupci KDU-ČSL v Evropském parlamentu Pavlem Svobodou a Michaelou Šojdrovou angažoval v boji za propuštění českého humanitárního pracovníka Petra Jaška vězněného v Súdánu. V otevřeném dopise, zaslaném na konci roku 2016 vysoké představitelce EU pro zahraniční a bezpečnostní politiku, Federice Mogherini, žádal spolu s dalšími europoslanci o její pomoc v této kauze.
Tomáš Zdechovský se také dlouhodobě angažuje v případech českých řidičů kamionů v Anglii a Francii, kteří se dostali do problémů, když se při kontrolách jejich vozidel zjistilo, že se jim měli bez jejich vědomí dostat do nákladového prostoru migranti.
Podílel se také na vyjednáváních o propuštění Čechů zadržovaných či vězněných v zahraničí: V roce 2017 v případu reportéra Radana Šprongla zadržovaného v Thajsku a o rok později i v kauze Terezy Hlůškové vězněné v Pákistánu kvůli pašování drog. Zapojil se také do jednání o osvobození dvou Čechů Miroslava Farkase a Markéty Všelichové, kteří byli vězněni v Turecku za spolupráci s kurdskou milicí YPG považovanou Tureckem za teroristickou organizaci a nakonec byli propuštěni v červenci roku 2020. Podílel se na vyjednáváních s tureckou stranou a v roce 2019 byl také oba Čechy navštívit.
Ve svém druhém volebním období se stal Tomáš Zdechovský opět členem Výboru pro rozpočtovou kontrolu (CONT), kde působil od července roku 2019  do začátku ledna 2022 i jako koordinátor poslanců Evropské lidové strany. V lednu roku 2022 byl zvolený jedním z místopředsedů tohoto výboru. V květnu roku 2023 ale přestoupil do Zahraničního výboru (AFET). Zaměřoval se zde na boj proti praní špinavých peněz a financování terorismu. Dále působí i jako místopředseda Výboru pro zaměstnanost a sociální věci (EMPL). Byl také náhradníkem ve Výboru pro občanské svobody, spravedlnost a vnitřní věci (LIBE) a Zvláštním výboru pro zahraniční vměšování do všech demokratických procesů v Evropské unii, včetně dezinformací (INGE). Kromě toho působil i v Delegaci pro vztahy s Japonskem a od května roku 2023 byl také členem Delegace pro vztahy se zeměmi jižní Asie  a členem skupiny MEP Alliance for Mental Health, což je skupina sdružující poslance Evropského parlamentu zaměřená na problematiku duševního zdraví.
Během svého druhého mandátu se vyjadřoval kriticky vůči Zelené dohodě pro Evropu. Vytýkal jí zejména nepromyšlenost a absenci studie o  proveditelnosti. V červnu roku 2021 obdržel ocenění od velvyslance Malediv za podporu tamní demokratické opozice.
Ve volbách do Evropského parlamentu v červnu 2024 obhajoval mandát europoslance jako člen KDU-ČSL na 4. místě kandidátky koalice SPOLU (tj. ODS, KDU-ČSL a TOP 09). Získal 66 948 preferenčních hlasů a mandát tak obhájil.
Ve svém třetím funkčním období působí od července roku 2024 ve Výboru pro rozpočtovou kontrolu (CONT), kde je zároveň koordinátorem frakce a dále ve Výboru pro občanské svobody, spravedlnost a vnitřní věci (LIBE).
V roce 2024 se opakovaně vyjadřoval k otázkám spojeným s bezpečností. Poukazoval na to, že ilegální migrace do Evropy slouží jako součást hybridní války Ruska. Podpořil Izrael ve válce v Pásmu Gazy. Varoval, že lidé napojení na Hamás v Evropě organizují propalestinské demonstrace.
Na konci května 2025 byl součástí čtyřčlenné delegace europoslanců z Výboru pro rozpočtovou kontrolu, kteří zjišťovali, zda na Slovensku dochází k efektivnímu využívání peněz z fondů Evropské unie. V návaznosti na tuto kontrolní misi pak poslal více než 300 podnětů s podezřeními na zneužití prostředků k vyšetřování dalším orgánům, konkrétně Evropskému úřadu pro boj proti podvodům, Úřadu evropského veřejného žalobce a Evropské komisi.

## Básník a spisovatel

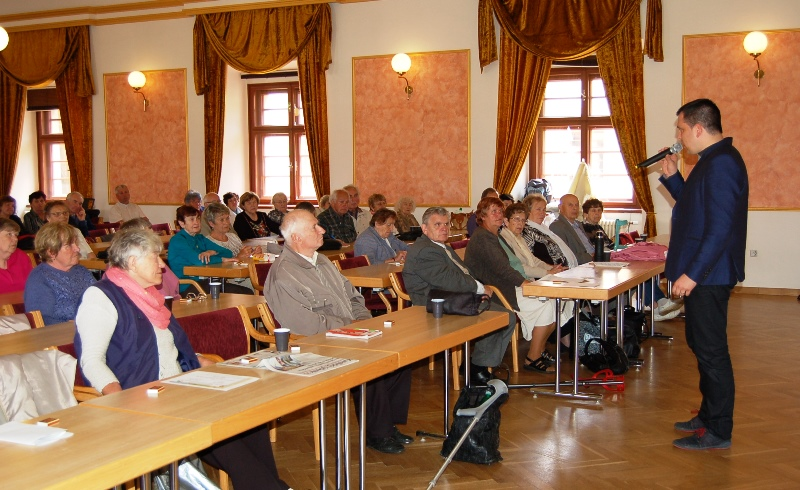
Tomáš Zdechovský na XI. diecézním setkání seniorů a jejich přátel v H.K., 20. 6. 2015 (2)

Tomáš Zdechovský patří mezi spoluzakladatele básnické skupiny Přátelé tichého dotyku (zal. roku 1998 v Ledči nad Sázavou) a autorem jejího manifestu ostře protestujícího proti kulturnímu úpadku české společnosti. Literární kritici jej řadí k představitelům současné katolické moderní poezie. On sám se však hlásí k dotekysmu(pozn. básnický směr založený Přáteli tichého dotyku vyznačující se hravostí a jednoduchostí veršů, které se mají člověka dotknout) a emocionalismu stavějícím na emocionálním prožitku z veršů.
Dosud vydal tři sbírky básní: Ze zahrady mé milé (Trinitas 2008, v roce 2009 přeložena do hebrejštiny, některé básně byly také přeloženy do angličtiny, němčiny, italštiny, francouzštiny, ruštiny a ukrajinštiny), Odpusť mým rtům... (Trinitas 2009) a Intimní doteky (Trinitas 2010).
V roce 2013 vydalo nakladatelství Trinitas jeho první novelu Nekonečné ticho, která je o vztahu mladého muže se starší ženou. Knihu ilustrovala pardubická malířka a grafička Klára Klose. Jeho prozatím posledním literárním počinem je krátká sbírka básní s názvem Kapka, kterou vydalo stejné nakladatelství v roce 2016.

## Heraldická a vexilologická činnost
Vytvořil řadu návrhů znaků a vlajek pro města a obce v České republice. Například pro obce Veselá, Kožlí, Číhošť (střed České republiky), Třebechovice pod Orebem, Chlumec nad Cidlinou, Týniště nad Orlicí, Písek, Dolní Čermná, Sudslava a Bříšťany a neoficiální znak vesnice Lezník, která je součástí města Polička.

## Další aktivity

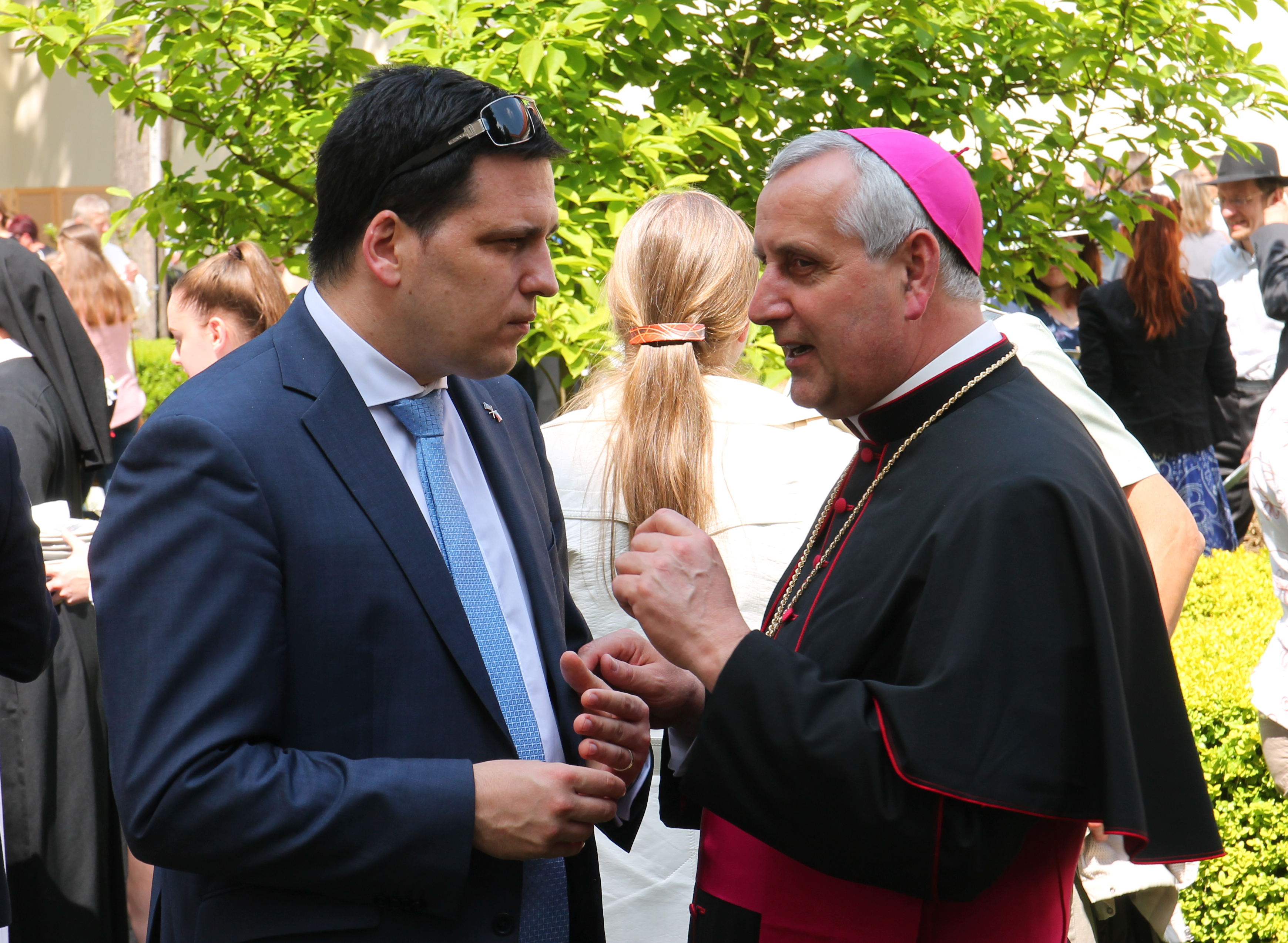
Tomáš Zdechovský s biskupem Vlastimilem Kročilem

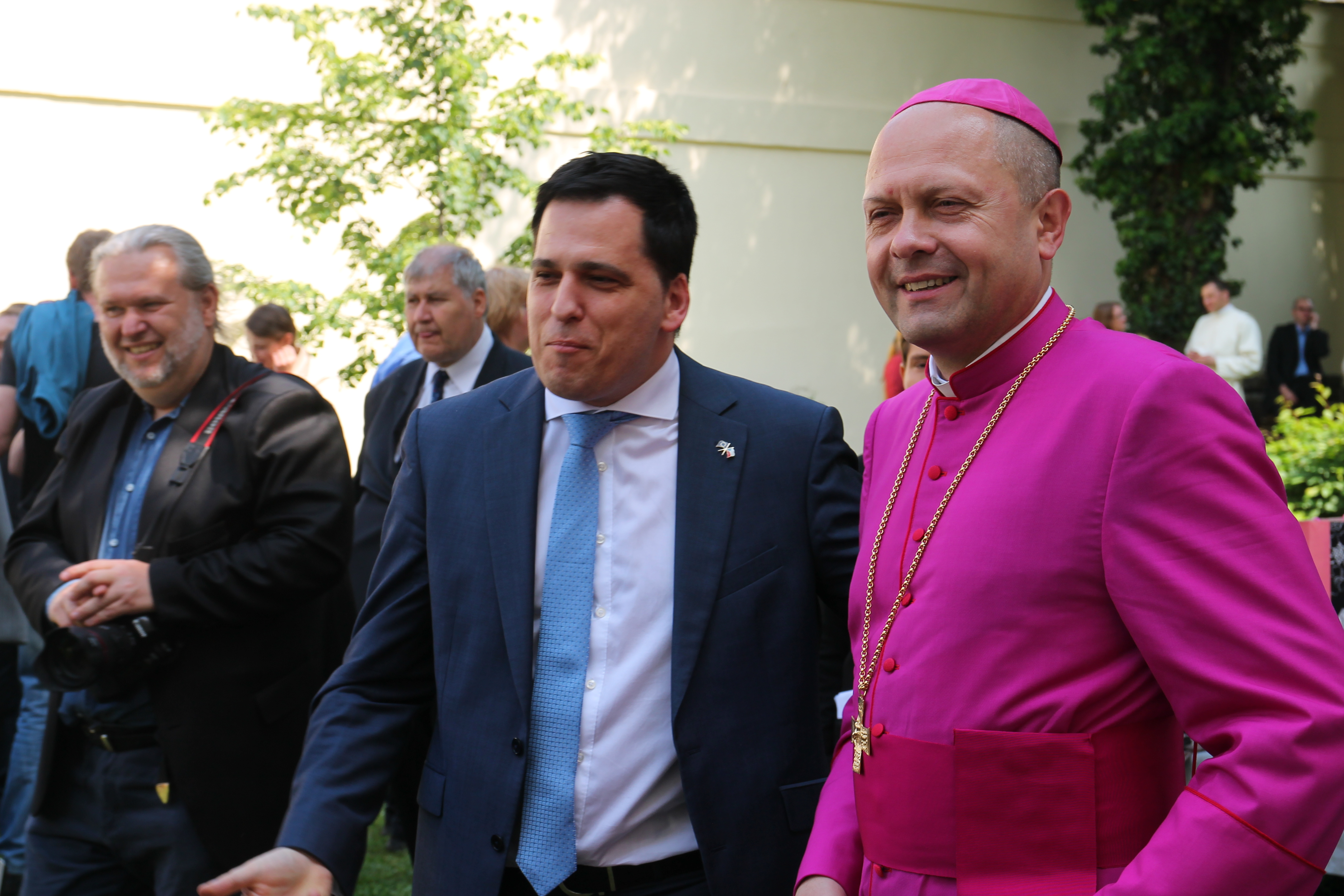
Tomáš Zdechovský s biskupem Zdenkem Wasserbauerem

Dalším úspěšným projektem Tomáše Zdechovského je změna českého kalendáře. Na podzim roku 2009 se mu po čtyřměsíčním úsilí podařilo dostat do kalendáře, který nebyl více než dvacet let měněn, několik nových jmen. Například Tobiáš (syn), Nikolas, Andělín, Lea či Dominika. Zdechovský také patří mezi iniciátory novely zákona o rodině, která umožní častější udělení střídavé péče.
Od roku 2011 byl členem představenstva BK Pardubice a následně od roku 2015 člen dozorčí rady. Zdechovský u týmu také působil do roku 2014 jako mentální kouč.
V roce 2012 byl hlavním organizátorem návrhu na zřízení biskupství pro Vysočinu, který měl být podán České biskupské konferenci a také papeži. Iniciativu podpisem podpořili například bývalý poslanec za KDU-ČSL Jan Kasal, krajský předseda TOP 09 Jiří Blažek a krajský radní Tomáš Škaryd z ČSSD. Římskokatolická farnost v Jihlavě se od ní distancovala a označila ji za spíše úsměvnou.
Od listopadu 2014 působil také jako předseda Unie evropských federalistů.
Od poloviny prosince roku 2017 je také členem poradního sboru Meziparlamentní rady pro boj s terorismem (Advisory Board of the Inter-Parliamentary Council to Combat Terrorism).
Tomáš Zdechovský je členem aktivní zálohy ozbrojených sil České republiky a v květnu a červnu roku 2020 absolvoval třítýdenní vojenský výcvik. K srpnu roku 2023 má hodnost nadporučíka. V době covidové krize působil také jako dobrovolník na covidových odděleních.
Dlouhodobě se ve spolupráci s knězem Martinem Lanžim angažuje ve věci obnovy Broumovské skupiny kostelů a jejich zařazení na seznam UNESCO.

## Kontroverze
Minimálně v letech 2012 a 2013 působil jako mediální zástupce firem Chovanec media s.r.o. a CPE Credits of Private Equity a.s., spojovaných tehdy s podvodnými půjčkami. Společnost Chovanec media se soustředila na provozování internetových stránek sestavujících seznamy zkušeností lidí s firmami nabízejícími finanční služby, zejména těmi s podezřelými praktikami. Na všech provozovaných stránkách ovšem chyběla společnost CPE Credits of Private Equity, jejímž nestandardním postupům se v reportážích v roce 2013 věnovala Česká televize.
V listopadu 2021 se názorově ohradil proti rezoluci Evropského parlamentu vyzývající členské státy, aby umožnily Polkám podstoupit u nich interrupci, kterou samotné Polsko téměř ve všech případech zakázalo. Zdechovský hlasoval proti rezoluci a komentoval ji tak, že Evropská unie nemá právo takto mluvit do vnitřních věcí Polska, přičemž přicestování Polek do Česka kvůli interrupci přirovnal k případnému nabádání Češek, aby jezdily do Polska brát heroin.
V roce 2018 se hlasitě postavil proti návrhu sankcí Evropského parlamentu vůči Maďarsku, které vycházely ze zjištění zprávy Výboru pro občanské svobody, spravedlnost a vnitřní věci Evropského parlamentu. Zprávu označil za nesmysl a uvedl, že bude hlasovat proti jakýmkoliv sankcím vůči Maďarsku. Zdechovský sám sebe označil za dlouholetého přítele maďarského premiéra Viktora Orbána. Podle svých slov se ovšem jejich společné cesty rozešly v roce 2020. Na začátku roku 2021 Zdechovský podržel Orbána, když hlasoval proti vyloučení jeho strany Fidesz z Evropské lidové strany. Učinil tak jako jediný český zástupce z členů strany. Byl ovšem přehlasován svými kolegy. Orbán nakonec předešel vyloučení tím, že jeho strana nakonec ELS sama opustila.
Na svém twitterovém účtu opakovaně kritizoval publicistické servery Deník N, A2larm a Deník Referendum. V prosinci 2021 například přirovnal Deník N k dezinformačnímu webu Parlamentní listy a obvinil jej ze zaujatosti proti konzervativním vládám v Polsku a Maďarsku. V jiném příspěvku napsal: „A2 a DR jsou sponzorovány MK. Uvidíme, jak dlouho.“ Státní příspěvek má pouze A2, o. p. s. vydávající kulturní čtrnáctideník A2, který je ale od listopadu 2021 s redakcí A2larm organizačně zcela oddělený. Na Zdechovského se snesla kritika za možné nastínění vůle po ovlivňování dotací, což ovšem sám odmítl a uvedl, že nešlo o vyhrožování.
Dne 28. července 2025 obvinil Filipa Turka po získání magisterského titulu z toho, že za něj diplomovou práci napsala umělá inteligence. Na sociální síti X sdílel příspěvek Petra Ludwiga, který napsal, že pomocí JustDone, detektoru použití AI v psaném textu, odhalil, že Turkova diplomová práce je ze „75 % generována umělou inteligencí.“ Tomáš Zdechovský k původnímu příspěvku mimo jiné připsal: „Filipe, tohle už hájit nejde“ a „nechat si udělat diplomku AI je fakt hloupé.“

## Publikační činnost

### Sborníky a recenzovaná periodika
- Fialová, J. – Zdechovský, T., The influence of the possible ratification of the Istanbul Convention on divorce disputes in the Czech Republic considering different theories of the incidence of violence. In: Journal of Nursing, Social Studies, Public Health and Rehabilitation 3–4, 2020, pp. 89–106.[156]
- Chloupková,J. – Svendsen G.T. – Zdechovský T., A Global Meat Tax: From Big Data to a Double Dividend, In Agricultural Economics.[157]
- Chloupková J. – Svendsen G. T. – Zdechovský T., Do Strategic Foresight and Policy Making Go Hand in Hand? Security in the European Union, In Journal of Contemporary Management, Academic Research Centre of Canada, vol V., issue 3, pp. 33–41, 2016.
- Pirošíková, M. – Fialová, J. – Zdechovský, T., Mater sempre certa est – remarks on ECHR judgment O.H. and G.H. v. Germany, Review of European and Comparative Law, 2023.[158]
- Zdechovský T., Konfiskace zvonů za 2. světové války v Ledči a okolí, In Sborník Havlíčkobrodské společnosti pro povznesení regionálně-historického povědomí č.1, Havlíčkův Brod: SOkA HB, OkVM HB, 2002, s. 56–57.
- Zdechovský T., Náboženské poměry a rekatolizace na panství ledečském, In Havlíčkobrodsko č. 20 (vlastivědný sborník) – Havlíčkův Brod: Okres. vlas. Muzeum a SOkA v Havlíčkově Brodě, 2006.
- Zdechovský T., Návrh praporu a znaku obce Kožlí, In Sborník Havlíčkobrodské společnosti pro povznesení regionálně-historického povědomí č.1, Havlíčkův Brod: SOkA HB, OkVM HB, 2002, s. 18–19.
- Zdechovský T., Poznámky k dějinám zaniklé farnosti Kožlí, In Havlíčkobrodsko č. 16 (vlastivědný sborník) – Havlíčkův Brod: Okres. vlas. Muzeum a SOkA v Havlíčkově Brodě, 2001, s. 198–214.
- Zdechovský T., Příspěvek k průběhu a výsledků pobělohorské rekatolizace v havlíčkobrodském regionu, In Havlíčkobrodsko č. 19 (vlastivědný sborník) – Havlíčkův Brod: Okres. vlas. Muzeum a SOkA v Havlíčkově Brodě, 2005, s. 37–55.
- Zdechovský T., Raně renesanční dům č. 76 v Ledči nad Sázavou, In Havlíčkobrodsko č. 20 (vlastivědný sborník) – Havlíčkův Brod: Okres. vlas. Muzeum a SOkA v Havlíčkově Brodě, 2006.
- Zdechovský T., Refused asylum seekers must be returned!, In Terrorism: An Electronic Journal and Knowledge Base, Inter University Center for Terrorism Studies, Vol. VI, No. 1, pp. 1–3.
- Zdechovský, T. 2007. A Short Discussion of Crisis Management – Practical Experience with the 2006 Electoral Campaign in the Czech Republic, In Středoevropská studie (Central European Political Studies Review), Brno, Mezinárodní politologický ústav Masarykovy univerzity, vol. IX, issue 2–3, pp. 139–150.
- Zdechovský T., Zajímavé architektonické detaily ledeč. děkanského kostela, In Sborník Havlíčkobrodské společnosti pro povznesení regionálně-historického povědomí č.1, Havlíčkův Brod: SOkA HB, OkVM HB, 2001, s. 35 – 36.
- Zdechovský T., Moderní metody tréninku sportovců pomocí neurotechnologií, In Psychologie sportu v praxi 2012 aneb Nedílná součást přípravy sportovce (Ed: Blahutková – Pacholík), Brno: MU, 2012, s. 193–198.
- Zdechovský, T. – Fialová, J. , A Child’s Best Interest as an Argument for the Assessment of Sociopathological Phenomena in the Family Environment. In: Journal of Nursing, Social Studies, Public Health and Rehabilitation 3–4 2023, pp. 109–119.[159]
- Zdechovský, T. – Fialová, J., Česko a právo na rodinný život perspektivou Evropského soudu pro lidská práva. In Studia Theologica 2024, 26(2): s. 157–174.
- Zdechovský, T. – Fialová, J. , Rodinný asistent a otázky ohledně jeho využití pro sanaci rodiny. In Sociální pracovník, 4 2023, pp. 14–17.[160]
- Zdechovský T. – Pirošíková M. – Fialová J. . Norway and the Right to Respect Family Life from the Perspective of the European Court of Human Rights. Institutul Român pentru Drepturile Omului/ 'Human Rights' Journal. XXXI(2), 2021 7–27. ISSN 2668-9499.[161]

### Časopisy
- Zdechovský T., Člověka v kampani ničím nenahradíš, In Zpravodaj IPES 2005/00.
- Zdechovský T., Křesťanští demokraté z pohledu politické komunikace, In Obzory č. 2 (7/2005), ročník 2, s. 49–52.
- Zdechovský T., Negativní kampaně jako prostředek k poškození image kandidáta, http://www.ipesnet.cz/view.php?cisloclanku=2006052501%5B%5D, též In Zpravodaj IPES 2006/03.
- Zdechovský T., Kritická reflexe a vědecké hledání pravdy, http://www.ipesnet.cz/view.php?cisloclanku=2006120801%5B%5D, též In Zpravodaj IPES 2006/04.
- Zdechovský T., Poznámky k návrhu vlajky města Chlumec nad Cidlinou (Comments to the Třebechovice municipal flag), In vexi.info/84, *Zpravodaj střediska vexilologických informací (The bulletin of the flag date centre), březen–duben 2006.
- Zdechovský T., Poznámky k návrhu vlajky města Třebechovice (Comments to the Třebechovice municipal flag), In vexi.info/86, *Zpravodaj střediska vexilologických informací (The bulletin of the flag date centre), červenec–srpen 2006

### Odborné lektorování knih v oboru historie
- Pleva F., Ledečské dominanty, Děkanský kostel sv. Petra a Pavla, Ledeč nad Sázavou: Město Ledeč nad Sázavou, 2002.

### Knihy
- Zdechovský T., Ze zahrady mé milé…poezie, Svitavy: Trinitas 2008
- Zdechovský T., Odpusť mým rtům…, Svitavy: Trinitas 2009
- Zdechovský T., Intimní doteky, Svitavy: Trinitas 2010
- Zdechovský T., Nekonečné ticho, Svitavy: Trinitas 2013
- Zdechovský T., Kapka, Svitavy: Trinitas 2016
- Bennett S. – Simonsen J. – Thune G.H. – Zdechovský T., Stolen Childhood: The truth about Norway's child welfare system, Emira Press 2019